# レオン・マルシャン
レオン・マルシャン（Léon Marchand, 2002年5月17日 - ）は、フランス・トゥールーズ出身の男子競泳選手。種目は個人メドレー・バタフライ・平泳ぎ・自由形。200m・400m個人メドレー世界記録保持者。

## 経歴
父は1998年世界水泳選手権200m個人メドレー銀メダリストのザビエル・マルシャン、母は元オリンピックフランス代表のセリーヌ・ボネットという水泳一家で育つ。
2020年東京オリンピックの400m個人メドレー予選でフランス新記録となる4分09秒65を樹立し、決勝に進出した。決勝では6位入賞を果たした。200mバタフライでは14位、200m個人メドレーでは18位、400mメドレーリレーでは10位でいずれも決勝進出はならなかった。
2022年世界水泳選手権の400m個人メドレーでは4分04秒28の大会新記録・ヨーロッパ新記録で優勝した。この記録は400m個人メドレー歴代2位の記録で、高速水着以降では歴代1位の好記録だった。200m個人メドレーでも優勝し、2冠を達成した。 
2023年世界水泳選手権の400m個人メドレーでは4分02秒50の世界新記録を樹立し優勝した。マイケル・フェルプスが2008年北京オリンピックで樹立した4分03秒84の世界記録を破り、フェルプスの持つ最後の世界記録を塗り替えた。フェルプスの400m個人メドレーの世界記録は2023年世界選手権時点では最古の世界記録であり、また2002年にフェルプスが世界記録を樹立してから20年11ヶ月に渡って保持していた歴代最長記録を止めた。
2024年パリオリンピックでは200m平泳ぎ・200mバタフライ・200m個人メドレー・400m個人メドレーで4冠を達成し、400mメドレーリレーでも銅メダルを獲得した。
2025年世界水泳選手権の200m個人メドレー準決勝で世界新記録となる1分52秒69をマークした。2011年世界水泳選手権でライアン・ロクテが樹立した1分54秒00を14年ぶりに更新した。

## 自己ベスト
- 200m平泳ぎ　2分05秒85（ヨーロッパ記録、オリンピック記録）
- 200mバタフライ　1分51秒21（フランス記録、オリンピック記録）
- 200m個人メドレー　1分52秒69（世界記録）
- 400m個人メドレー　4分02秒50（世界記録）

参照